# Koen Lenaerts
Koen Lenaerts (* 20. prosince 1954) je belgický právník, vysokoškolský profesor a soudce.
Vystudoval právo na Katolické univerzitě v Lovani a na Harvardově univerzitě.
Působil jako soudce Soudu prvního stupně od 25. září 1989 do 6. října 2003; jako soudce Soudního dvora od 7. října 2003. Byl zvolen místopředsedou Soudního dvora Evropské unie na období od 9. října 2012 do 6. října 2015 (Byl první osobou, která úřad místopředsedy Soudního dvora zastávala). Od 8. října 2015 je předsedou tohoto soudu.

## Z publikační činnosti
- EU Procedural Law (Oxford University Press 2014), spoluautor s I. Maselisem, a K. Gutman
- Constitutional law of the European Union (Sweet & Maxwell 1999), spoluautor s P. V. Nuffelem